# Apareiodon gransabana
Apareiodon gransabana is een straalvinnige vissensoort uit de familie van de rotszalmen (Parodontidae). De wetenschappelijke naam van de soort is voor het eerst geldig gepubliceerd in 1993 door Starnes & Schindler.